# Ermanno I di Ravensberg
Ermanno di Calvelage in tedesco: Hermann I. (Ravensberg) (1075 circa – 1144 circa) è stato un nobile tedesco, fu conte di Calvelage (Ermanno II) e poi conte di Ravensberg, dal 1140 circa alla sua morte.

## Origine
Ermanno, secondo Annalista Saxo, era l'unico figlio del conte di Calvelage, Ermanno e della moglie, Etelinda di Northeim, che, sempre secondo Annalista Saxo, era la figlia maggiore di Ottone di Northeim, duca di Baviera (r. 1060-1070) e di sua moglie Richenza, figlia di Ottone II, duca di Svevia (ricerche recenti hanno però contestato questa filiazione, e sembra che Ottone II di Lotaringia in realtà non ebbe nessun figlio).

Ermanno I, conte di Calvelage era un discendente di Ermanno di Eename della famiglia dei Conti di Verdun.

## Biografia
La madre di Ermanno, Etelinda di Northeim, era al suo secondo matrimonio; ancora secondo Annalista Saxo, in prime nozze aveva sposato Guelfo d'Este, che nel 1070, la ripudiò; Guelfo la ripudiò, quando divenne duca di Baviera, al posto del padre di Etelinda, Ottone di Northeim, destituito.
Ermanno ebbe un buon rapporto col duca di Sassonia, Lotario II di Supplimburgo, che fu anche re di Germania e Imperatore del Sacro Romano Impero, tanto che lo troviamo testimone di Lotario in tre documenti:
- il documento n° III del Bd. Das Ysenburg und Büdingen'sche Urkundenbuch, band III, datato 27 dicembre 1128, in cui viene citato come Ermanno conte di Calvelage (Hermanus comes de Caluerlage)[3]
- il documento n° 304 del Urkundenbuch für die Geschichte des Niederrheins, Volume 1, datato 10 febbraio 1129, in cui viene citato come Ermanno di Calvelage (Herimannus de Caluala)[4]
- il documento n° 305 del Urkundenbuch für die Geschichte des Niederrheins, Volume 1, datato 8 marzo 1129, in cui viene citato come Ermanno di Calvelage (Hermannus de Caluerlage)[5].

I conti di Calvelage, signori di Lohne e a Oldenburg, citati per la prima volta nel 1082, si stabilirono a Ravensberg intorno al 1100, come feudatari del duca di Sassonia, e, dal 1140, Ermanno assunse anche il titolo di Conti di Ravensberg, Ermanno I.
Ermanno espanse i suoi domini nell'Emsland che potrebbero aver ereditato dai Conti di Zütphen, dopo il matrimonio, nonché territori intorno a Bielefeld, Herford e Halle, ed acquisì anche il feudo di Paderborner, che più tardi sarà il centro della contea di Ravensberg.
Non si conosce la data esatta della morte di Ermanno (intorno al 1144); gli succedette il figlio primogenito, Ottone, come Ottone I

## Matrimonio e figli
Ermanno aveva sposato Giuditta di Zütphen, figlia del conte Ottone II. di Zutphen.
Ermanno da Giuditta ebbe tre figli:
- Ottone († circa 1170), Conte di Ravensberg, come ci viene confermato dagli Annales Stadenses[8]
- Enrico († circa 1180), Conte di Ravensberg, come ci viene confermato dagli Annales Stadenses[8]
- Edvige († dopo il 1166), erede di Dale, che aveva sposato Gerardo I. di Hennegau, conte di Dale, († 1166), come ci viene confermato dal Gisleberti Chronicon Hanoniense[9].

### Fonti primarie
- (LA)  Urkundenbuch für die Geschichte des Niederrheins, Volume 1.
- (LA)  Bd. Das Ysenburg und Büdingen'sche Urkundenbuch, band III.
- (LA)  Monumenta Germaniae Historica, Scriptores, Tomus VI .
- (LA)  Monumenta Germaniae Historica, Scriptores, Tomus XVI .
- (LA)  Monumenta Germaniae Historica, Scriptores, Tomus XXI .